# Champignons
Die Champignons (Agaricus, Synonym: Psalliota), zu deutsch auch Egerlinge oder Angerlinge, sind eine Pilzgattung aus der Familie der Champignonverwandten (Agaricaceae).
Die Typusart ist der Wiesen-Champignon (Agaricus campestris).

## Bedeutung
„Champignon“ ist französisch für „Pilz“. Die hier beschriebene Pilzgattung wird im Französischen dagegen Agaric genannt.
Zur Gattung der Champignons gehören beliebte Speisepilze, allerdings kommen auch giftige Arten vor und einige (insbesondere die gilbenden) Arten reichern hohe Mengen an Schwermetallen an. Der Zweisporige Champignon (Agaricus bisporus) ist der weltweit bedeutendste Kulturpilz, weitere Arten, wie der Brasilianische Mandelegerling, werden ebenfalls kultiviert. Kultivierte Champignons werden für eine Vielzahl von Gerichten verwendet, zum Beispiel für gefüllte Champignons.

## Inhaltsstoffe
Champignons bestehen zu 91 % aus Wasser, durchschnittlich zu etwa 4 % aus Protein und zu weniger als 1 % aus Fett. Champignons gelten als energiearm; der physiologische Brennwert beträgt ca. 100 kJ / 100 g (24 kcal / 100 g). Des Weiteren enthalten sie essentielle Aminosäuren, Vitamine K, D (in Form von D2), E und B, Niacin, sowie die Mineralstoffe Kalium, Eisen und Zink. Diese Angaben sind Durchschnittswerte und beziehen sich auf gezüchtete Champignons, die im Handel erhältlich sind. In freier Natur wachsende Exemplare können bei Standorten mit viel Tageslicht sehr reich an Vitamin D sein, während Zuchtexemplare teils vernachlässigbare Mengen enthalten. Allerdings entsteht auch in Zuchtchampignons, -pilzen allgemein, bei UVB-Exposition, während der Zucht, nach der Ernte, sogar nach dem Trocknen, Vitamin D2 in nennenswerten Mengen.

## Merkmale

### Makroskopische Merkmale
Champignons bilden in Hut und Stiel gegliederte, meist fleischige und je nach Art kleine bis sehr große Fruchtkörper. Die Huthaut ist weiß, gelblich oder braun gefärbt, bei manchen Arten auf Druck oder bei Verletzung gilbend. Die Oberfläche kann glatt, faserig oder schuppig beschaffen sein, jedoch stets trocken und nie schmierig. Der Hutrand ist ungerieft. Die Lamellen stehen frei und meist dicht gedrängt. Im jungen Zustand sind sie blass grau bis rosa, bei Reife der Sporen durch selbige schokoladenbraun bis purpurschwarz gefärbt, sind niemals weiß (wie bei den Knollenblätterpilzen, bei denen sie immer weiß sind und es auch im Alter bleiben). Die Lamellenschneide ist bisweilen ganzrandig, feinflockig besetzt. Der Stiel steht zentral und lässt sich leicht vom Hut abtrennen, er ist zylindrisch oder keulig und wird im Alter häufig hohl. An der Basis kann der Stiel eine Knolle aufweisen, aber keine Volva.
Dagegen besitzen die Champignons ein Velum partiale, das als nicht verschiebbarer, manchmal doppelter, häufig leicht vergänglicher Ring oder zumindest als Velumrest am Stiel zurückbleibt. Das Hutfleisch kann unveränderlich weiß sein oder bei Verletzung mehr oder weniger gilben oder röten. Die Konsistenz des Stielfleischs ist mitunter zähfaserig. Einige Arten riechen spezifisch nach Anis, Mandeln oder Phenol. Viele Arten zeigen lebhafte Farbreaktionen mit Reagenzien wie Kalilauge oder Phenol.

### Mikroskopische Merkmale
Die dünnwandigen Hyphen haben keine Schnallen an den Septen. Die Huthaut besteht aus radialliegenden Hyphen, am Scheitel bisweilen mit Palisadenfragmenten. Die Trama der Lamellen ist regulär aufgebaut und kann im Alter irregulär strukturiert sein. Cheilozystiden sind mitunter vorhanden, während Pleurozystiden fehlen. Die Basidien sind keulenförmig, relativ klein und meist 4-sporig – eine Ausnahme ist insbesondere der Zucht-Champignon mit 2-sporigen Basidien. Das Sporenpulver ist dunkelbraun bis purpurbraun, die Sporen sind je nach Art unterschiedlich groß, vorwiegend klein, rundlich bis langellipsoid und glatt. Sie besitzen einen Keimporus, der jedoch größtenteils nur undeutlich zu erkennen ist. Die Sporen sind inamyloid und nicht dextrinoid.

## Ökologie
Die Champignons sind saprobiontische Bewohner von (auch gedüngtem) Boden oder Kompost, die in Wäldern, auf Wiesen, in Gärten und Steppen vorkommen können.

## Arten
Für Europa kommen unter anderem folgende Arten vor oder sind dort zu erwarten:
| \| Deutscher Name \| Wissenschaftlicher Name \| Autorenzitat \| \| -------------------------------------- \| ----------------------------------------------------------------------------------- \| -------------------------------------------------------------------------------------------------- \| \| Flaumeichen-Champignon \| Agaricus alboargillascens \| (A. Pearson 1950) Bon 1985 \| \| Langstieliger Champignon \| Agaricus altipes \| (F. H. Møller 1950) Pilát 1951 \| \| 00 Frühlings-Champignon \| 00 Agaricus altipes var. veneris \| (R. Heim & G. Becker 1960) L. A. Parra 2005 \| \| Wulstlingsartiger Champignon \| Agaricus amanitiformis (beschrieben als amanitaeformis) \| Wasser 1974 \| \| Schmalstieliger Blut-Champignon \| Agaricus annae \| Pilát 1951 \| \| \| Agaricus annulospecialis \| Bohus, Vasas & Locsmándi 1999 \| \| Langstieliger Trocken-Champignon \| Agaricus aridicola \| Geml, Geiser & Royse 2004 \| \| Arktischer Champignon \| Agaricus aristocratus \| Gulden 1996 \| \| Weißer Anis-Champignon \| Agaricus arvensis \| Schaeffer 1774 \| \| Riesen-Champignon \| Agaricus augustus \| Fries 1838 \| \| Weißflockiger Blut-Champignon \| Agaricus benesii \| (Pilát 1925) Singer 1951 ('1949') \| \| Grobschuppiger Salzwiesen-Champignon \| Agaricus bernardii (beschrieben als bernardi) \| Quélet 1878 \| \| Strand-Champignon \| Agaricus bernardiiformis \| Bohus 1975 \| \| Zucht-Champignon \| Agaricus bisporus (beschrieben als bispora) \| (J. E. Lange 1926) Imbach 1946 s. l. \| \| 00 \| 00 Agaricus bisporus var. eurotetrasporus \| Callac & Guinberteau in Callac et al. 2003 \| \| Stadt-Champignon \| Agaricus bitorquis \| (Quélet 1884) Saccardo 1887 \| \| \| Agaricus bohusianus \| L. A. Parra 2005 \| \| Spindelfüßiger Champignon \| Agaricus bohusii \| Bon 1983 \| \| Kleinsporiger Champignon \| Agaricus boisseletii \| Heinemann 1987 \| \| Braendles Zierlicher Wiesen-Champignon \| Agaricus braendlei \| LA Parra & MM Gómez 2019 \| \| Wurzelnder Champignon \| Agaricus bresadolanus (beschrieben als bresadolianus) \| Bohus 1969 \| \| Wiesen-Champignon \| Agaricus campestris \| Linnaeus 1753 : Fries 1821 \| \| 00 \| 00 Agaricus campestris var. equestris 00(beschrieben als campester 00var. equester) \| (F. H. Møller 1950) Pilát 1951 \| \| Kompost-Champignon \| Agaricus cappellianus \| Hlaváček 1987 \| \| Großsporiger Sommer-Champignon \| Agaricus cappellii \| Bohus & L. Albert 1985 \| \| Gilbender Steppen-Champignon \| Agaricus carassai \| Faraoni, LA Parra & Suriano 2021 \| \| Schneehäutiger Champignon \| Agaricus chionodermus \| Pilát 1951 \| \| Triften-Zwerg-Champignon \| Agaricus comtulus \| Fries 1838 \| \| Kupferbrauner Champignon \| Agaricus cupreobrunneus (beschrieben als cupreo-brunneus) \| (Jul. Schäffer & Steer 1939 ex F. H. Møller 1950) Pilát 1951 \| \| Zypressen-Champignon \| Agaricus cupressicola \| Bon & Grilli 1987 \| \| Ledergelber Champignon \| Agaricus depauperatus \| (F. H. Møller 1950) Pilát 1951 \| \| Dünen-Champignon \| Agaricus devoniensis \| P. D. Orton 1960 \| \| Keulenfüßiger Zwerg-Champignon \| Agaricus dulcidulus \| Schulzer 1874 \| \| \| Agaricus endoxanthus \| Berkeley & Broome 1871 \| \| Schiefknolliger Anis-Champignon \| Agaricus essettei \| Bon 1983 \| \| Rissigschuppiger Champignon \| Agaricus fissuratus \| (F. H. Møller 1952) F. H. Møller 1952 ('1951') \| \| \| Agaricus fragilivolvatus \| Contu 1998 \| \| \| Agaricus freirei \| Blanco-Dios 2001 \| \| Dunkelfaseriger Champignon \| Agaricus fuscofibrillosus \| (F. H. Møller 1950) Pilát 1951 \| \| Scheiden-Champignon \| Agaricus gennadii \| (Chatin & Boudier 1898) P. D. Orton 1960 \| \| Purpurbrauner Zwerg-Champignon \| Agaricus heinemannianus \| Esteve-Raventós 1999 ('1998') \| \| Braunscheckiger Champignon \| Agaricus impudicus \| (Rea 1932) Pilát 1951 \| \| Breitschuppiger Jodoform-Champignon \| Agaricus iodosmus \| Heinemann 1965 \| \| Kerrigans Zwerg-Champignon \| Agaricus kerriganii \| L.A. Parra, B. Rodr., A. Caball., Martín-Calvo & Callac 2013 \| \| Sandrasen-Champignon \| Agaricus koelerionensis \| (Bon 1972) Bon 1980 ('1979') \| \| Großsporiger Blut-Champignon \| Agaricus langei (beschrieben als Langei) \| (F. H. Møller 1950) F. H. Møller 1952 ('1951') \| \| Wollfuß-Champignon \| Agaricus lanipes \| (F. H. Møller & Jul. Schäffer 1938) Hlaváček 1949 \| \| Grauer Dünen-Champignon \| Agaricus laskibarii \| L. A. Parra & P. Arillaga 2002 \| \| Weißhaariger Anis-Champignon \| Agaricus leucotrichus \| (F. H. Møller 1952) F. H. Møller 1952 ('1951') \| \| Steppen-Champignon \| Agaricus litoralis \| (Wakefield & A. Pearson 1947) Pilát 1951 \| \| Glänzender Champignon \| Agaricus lividonitidus \| (F. H. Møller 1950) Pilát 1951 \| \| Blasentang-Champignon \| Agaricus luteoflocculosus \| Kalamees 1985 \| \| Gelbfleckender Zwerg-Champignon \| Agaricus luteomaculatus \| (F. H. Møller 1952) F. H. Møller 1952 ('1951') \| \| Ockerfarbener Zwerg-Champignon \| Agaricus lutosus \| (F. H. Møller 1952) F. H. Møller 1952 ('1951') \| \| Großer Anis-Champignon \| Agaricus macrocarpus \| (F. H. Møller 1952) F. H. Møller 1952 ('1951') \| \| Flocken-Champignon \| Agaricus macrosporoides \| Bohus 1974 \| \| Übelriechender Champignon \| Agaricus maleolens \| F. H. Møller 1952 ('1951') \| \| Mütter-Champignon \| Agaricus matrum \| L.A. Parra, A. Caball., S. Serrano, E. Fernández & Callac 2013 \| \| Dunkelscheibiger Champignon \| Agaricus mediofuscus \| (F. H. Møller 1950) Pilát 1951 \| \| Großsporiger Sand-Champignon \| Agaricus menieri \| Bon 1981 \| \| Perlhuhn-Champignon \| Agaricus moelleri \| Wasser 1976 \| \| Kleinsporiger Wiesen-Champignon \| Agaricus moellerianus \| Bon 1985 \| \| Gilbender Zwerg-Champignon \| Agaricus niveolutescens \| Huijsman 1960 \| \| Rundsporiger Champignon \| Agaricus nivescens \| (F.H. Møller 1952) F. H. Møller 1952 ('1951') \| \| Kurzsporiger Anis-Champignon \| Agaricus osecanus \| Pilát 1951 \| \| Gramineen-Champignon \| Agaricus padanus \| Lanconelli 2002 \| \| Großsporiger Wiesen-Champignon \| Agaricus pampeanus \| Spegazzini 1880 \| \| \| Agaricus parvitigrinus \| Guinberteau & Callac 2005 \| \| \| Agaricus pearsonii \| Bon & Boisselet 1997 \| \| Kleinsporiger Scheiden-Champignon \| Agaricus pequinii \| (Boudier 1901) Konrad & Maublanc 1937 \| \| Schwachverfärbender Champignon \| Agaricus perturbans \| E. Ludwig & Pohl 2007 \| \| Rebhuhn-Champignon \| Agaricus phaeolepidotus \| (F.H. Møller 1952) F. H. Møller 1952 ('1951') \| \| Purpurfaseriger Champignon \| Agaricus porphyrizon \| P.D. Orton 1960 \| \| Porphyr-Champignon \| Agaricus porphyrocephalus \| F.H. Møller 1952 ('1951') \| \| \| Agaricus pseudocretaceus \| Bon 1985 \| \| \| Agaricus pseudolutosus \| (G. Moreno, Esteve-Rav., Illana & Heykoop 1990) G. Moreno, L. A. Parra, Esteve-Rav. & Heykoop 1999 \| \| Falscher Wiesen-Champignon \| Agaricus pseudopratensis \| (Bohus 1939) Wasser 1976 \| \| \| Agaricus pseudoumbrella \| Bohus 1995 \| \| Purpurner Zwerg-Champignon \| Agaricus purpurellus \| (F.H. Møller 1952) F. H. Møller 1952 ('1951') \| \| \| Agaricus robynsianus \| Heinemann 1957 \| \| Breitschuppiger Scheiden-Champignon \| Agaricus rollanii \| L.A. Parra 1995 ex L. A. Parra 2000 \| \| Flockiger Champignon \| Agaricus subfloccosus (beschrieben als subflocosus) \| (J.E. Lange 1926) Hlaváček 1951 \| \| Gegürtelter Champignon \| Agaricus subperonatus \| (J.E. Lange 1926) Singer 1951 ('1949') \| \| Brasilianischer Mandel-Champignon \| Agaricus subrufescens \| Peck 1894 ('1893') \| \| Strohgelber Champignon \| Agaricus substramineus \| Courtecuisse 1985 \| \| Kleiner Wald-Champignon \| Agaricus sylvaticus \| Schaeffer 1774 \| \| Dünnfleischiger Anis-Egerling \| Agaricus sylvicola \| (Vittadini 1832) Léveillé 1855 \| \| Schwefelgelber Anis-Champignon \| Agaricus tenuivolvatus \| (F.H. Møller 1952) F.H. Møller 1952 ('1951') \| \| Großsporiger Anis-Champignon \| Agaricus urinascens \| (Jul. Schäffer & F. H. Møller 1939) Singer 1951 ('1949') \| \| 00 Schneeweißer Egerling \| 00 Agaricus urinascens var. excellens \| (F.H. Møller 1952) Nauta 2001 ('2000') \| \| \| Agaricus velenovskyi \| Pilát 1968 \| \| \| Agaricus wasseri \| Bon & Courtecuisse 1985 \| \| \| Agaricus xanthodermulus \| Guinberteau & Callac 2005 \| \| Karbol-Champignon \| Agaricus xanthodermus \| Genevier 1876 s. l. \| \| Gelbschuppiger Champignon \| Agaricus xantholepis \| (F.H. Møller 1952) F.H. Møller 1952 ('1951') \| |                                                                                     | |
| Deutscher Name | Wissenschaftlicher Name                                                             | Autorenzitat                                                                                       |
| Flaumeichen-Champignon | Agaricus alboargillascens                                                           | (A. Pearson 1950) Bon 1985                                                                         |
| Langstieliger Champignon | Agaricus altipes                                                                    | (F. H. Møller 1950) Pilát 1951                                                                     |
| 00 Frühlings-Champignon | 00 Agaricus altipes var. veneris                                                    | (R. Heim & G. Becker 1960) L. A. Parra 2005                                                        |
| Wulstlingsartiger Champignon | Agaricus amanitiformis (beschrieben als amanitaeformis)                             | Wasser 1974                                                                                        |
| Schmalstieliger Blut-Champignon | Agaricus annae                                                                      | Pilát 1951                                                                                         |
| | Agaricus annulospecialis                                                            | Bohus, Vasas & Locsmándi 1999                                                                      |
| Langstieliger Trocken-Champignon | Agaricus aridicola                                                                  | Geml, Geiser & Royse 2004                                                                          |
| Arktischer Champignon | Agaricus aristocratus                                                               | Gulden 1996                                                                                        |
| Weißer Anis-Champignon | Agaricus arvensis                                                                   | Schaeffer 1774                                                                                     |
| Riesen-Champignon | Agaricus augustus                                                                   | Fries 1838                                                                                         |
| Weißflockiger Blut-Champignon | Agaricus benesii                                                                    | (Pilát 1925) Singer 1951 ('1949')                                                                  |
| Grobschuppiger Salzwiesen-Champignon | Agaricus bernardii (beschrieben als bernardi)                                       | Quélet 1878                                                                                        |
| Strand-Champignon | Agaricus bernardiiformis                                                            | Bohus 1975                                                                                         |
| Zucht-Champignon | Agaricus bisporus (beschrieben als bispora)                                         | (J. E. Lange 1926) Imbach 1946 s. l.                                                               |
| 00 | 00 Agaricus bisporus var. eurotetrasporus                                           | Callac & Guinberteau in Callac et al. 2003                                                         |
| Stadt-Champignon | Agaricus bitorquis                                                                  | (Quélet 1884) Saccardo 1887                                                                        |
| | Agaricus bohusianus                                                                 | L. A. Parra 2005                                                                                   |
| Spindelfüßiger Champignon | Agaricus bohusii                                                                    | Bon 1983                                                                                           |
| Kleinsporiger Champignon | Agaricus boisseletii                                                                | Heinemann 1987                                                                                     |
| Braendles Zierlicher Wiesen-Champignon | Agaricus braendlei                                                                  | LA Parra & MM Gómez 2019                                                                           |
| Wurzelnder Champignon | Agaricus bresadolanus (beschrieben als bresadolianus)                               | Bohus 1969                                                                                         |
| Wiesen-Champignon | Agaricus campestris                                                                 | Linnaeus 1753 : Fries 1821                                                                         |
| 00 | 00 Agaricus campestris var. equestris 00(beschrieben als campester 00var. equester) | (F. H. Møller 1950) Pilát 1951                                                                     |
| Kompost-Champignon | Agaricus cappellianus                                                               | Hlaváček 1987                                                                                      |
| Großsporiger Sommer-Champignon | Agaricus cappellii                                                                  | Bohus & L. Albert 1985                                                                             |
| Gilbender Steppen-Champignon | Agaricus carassai                                                                   | Faraoni, LA Parra & Suriano 2021                                                                   |
| Schneehäutiger Champignon | Agaricus chionodermus                                                               | Pilát 1951                                                                                         |
| Triften-Zwerg-Champignon | Agaricus comtulus                                                                   | Fries 1838                                                                                         |
| Kupferbrauner Champignon | Agaricus cupreobrunneus (beschrieben als cupreo-brunneus)                           | (Jul. Schäffer & Steer 1939 ex F. H. Møller 1950) Pilát 1951                                       |
| Zypressen-Champignon | Agaricus cupressicola                                                               | Bon & Grilli 1987                                                                                  |
| Ledergelber Champignon | Agaricus depauperatus                                                               | (F. H. Møller 1950) Pilát 1951                                                                     |
| Dünen-Champignon | Agaricus devoniensis                                                                | P. D. Orton 1960                                                                                   |
| Keulenfüßiger Zwerg-Champignon | Agaricus dulcidulus                                                                 | Schulzer 1874                                                                                      |
| | Agaricus endoxanthus                                                                | Berkeley & Broome 1871                                                                             |
| Schiefknolliger Anis-Champignon | Agaricus essettei                                                                   | Bon 1983                                                                                           |
| Rissigschuppiger Champignon | Agaricus fissuratus                                                                 | (F. H. Møller 1952) F. H. Møller 1952 ('1951')                                                     |
| | Agaricus fragilivolvatus                                                            | Contu 1998                                                                                         |
| | Agaricus freirei                                                                    | Blanco-Dios 2001                                                                                   |
| Dunkelfaseriger Champignon | Agaricus fuscofibrillosus                                                           | (F. H. Møller 1950) Pilát 1951                                                                     |
| Scheiden-Champignon | Agaricus gennadii                                                                   | (Chatin & Boudier 1898) P. D. Orton 1960                                                           |
| Purpurbrauner Zwerg-Champignon | Agaricus heinemannianus                                                             | Esteve-Raventós 1999 ('1998')                                                                      |
| Braunscheckiger Champignon | Agaricus impudicus                                                                  | (Rea 1932) Pilát 1951                                                                              |
| Breitschuppiger Jodoform-Champignon | Agaricus iodosmus                                                                   | Heinemann 1965                                                                                     |
| Kerrigans Zwerg-Champignon | Agaricus kerriganii                                                                 | L.A. Parra, B. Rodr., A. Caball., Martín-Calvo & Callac 2013                                       |
| Sandrasen-Champignon | Agaricus koelerionensis                                                             | (Bon 1972) Bon 1980 ('1979')                                                                       |
| Großsporiger Blut-Champignon | Agaricus langei (beschrieben als Langei)                                            | (F. H. Møller 1950) F. H. Møller 1952 ('1951')                                                     |
| Wollfuß-Champignon | Agaricus lanipes                                                                    | (F. H. Møller & Jul. Schäffer 1938) Hlaváček 1949                                                  |
| Grauer Dünen-Champignon | Agaricus laskibarii                                                                 | L. A. Parra & P. Arillaga 2002                                                                     |
| Weißhaariger Anis-Champignon | Agaricus leucotrichus                                                               | (F. H. Møller 1952) F. H. Møller 1952 ('1951')                                                     |
| Steppen-Champignon | Agaricus litoralis                                                                  | (Wakefield & A. Pearson 1947) Pilát 1951                                                           |
| Glänzender Champignon | Agaricus lividonitidus                                                              | (F. H. Møller 1950) Pilát 1951                                                                     |
| Blasentang-Champignon | Agaricus luteoflocculosus                                                           | Kalamees 1985                                                                                      |
| Gelbfleckender Zwerg-Champignon | Agaricus luteomaculatus                                                             | (F. H. Møller 1952) F. H. Møller 1952 ('1951')                                                     |
| Ockerfarbener Zwerg-Champignon | Agaricus lutosus                                                                    | (F. H. Møller 1952) F. H. Møller 1952 ('1951')                                                     |
| Großer Anis-Champignon | Agaricus macrocarpus                                                                | (F. H. Møller 1952) F. H. Møller 1952 ('1951')                                                     |
| Flocken-Champignon | Agaricus macrosporoides                                                             | Bohus 1974                                                                                         |
| Übelriechender Champignon | Agaricus maleolens                                                                  | F. H. Møller 1952 ('1951')                                                                         |
| Mütter-Champignon | Agaricus matrum                                                                     | L.A. Parra, A. Caball., S. Serrano, E. Fernández & Callac 2013                                     |
| Dunkelscheibiger Champignon | Agaricus mediofuscus                                                                | (F. H. Møller 1950) Pilát 1951                                                                     |
| Großsporiger Sand-Champignon | Agaricus menieri                                                                    | Bon 1981                                                                                           |
| Perlhuhn-Champignon | Agaricus moelleri                                                                   | Wasser 1976                                                                                        |
| Kleinsporiger Wiesen-Champignon | Agaricus moellerianus                                                               | Bon 1985                                                                                           |
| Gilbender Zwerg-Champignon | Agaricus niveolutescens                                                             | Huijsman 1960                                                                                      |
| Rundsporiger Champignon | Agaricus nivescens                                                                  | (F.H. Møller 1952) F. H. Møller 1952 ('1951')                                                      |
| Kurzsporiger Anis-Champignon | Agaricus osecanus                                                                   | Pilát 1951                                                                                         |
| Gramineen-Champignon | Agaricus padanus                                                                    | Lanconelli 2002                                                                                    |
| Großsporiger Wiesen-Champignon | Agaricus pampeanus                                                                  | Spegazzini 1880                                                                                    |
| | Agaricus parvitigrinus                                                              | Guinberteau & Callac 2005                                                                          |
| | Agaricus pearsonii                                                                  | Bon & Boisselet 1997                                                                               |
| Kleinsporiger Scheiden-Champignon | Agaricus pequinii                                                                   | (Boudier 1901) Konrad & Maublanc 1937                                                              |
| Schwachverfärbender Champignon | Agaricus perturbans                                                                 | E. Ludwig & Pohl 2007                                                                              |
| Rebhuhn-Champignon | Agaricus phaeolepidotus                                                             | (F.H. Møller 1952) F. H. Møller 1952 ('1951')                                                      |
| Purpurfaseriger Champignon | Agaricus porphyrizon                                                                | P.D. Orton 1960                                                                                    |
| Porphyr-Champignon | Agaricus porphyrocephalus                                                           | F.H. Møller 1952 ('1951')                                                                          |
| | Agaricus pseudocretaceus                                                            | Bon 1985                                                                                           |
| | Agaricus pseudolutosus                                                              | (G. Moreno, Esteve-Rav., Illana & Heykoop 1990) G. Moreno, L. A. Parra, Esteve-Rav. & Heykoop 1999 |
| Falscher Wiesen-Champignon | Agaricus pseudopratensis                                                            | (Bohus 1939) Wasser 1976                                                                           |
| | Agaricus pseudoumbrella                                                             | Bohus 1995                                                                                         |
| Purpurner Zwerg-Champignon | Agaricus purpurellus                                                                | (F.H. Møller 1952) F. H. Møller 1952 ('1951')                                                      |
| | Agaricus robynsianus                                                                | Heinemann 1957                                                                                     |
| Breitschuppiger Scheiden-Champignon | Agaricus rollanii                                                                   | L.A. Parra 1995 ex L. A. Parra 2000                                                                |
| Flockiger Champignon | Agaricus subfloccosus (beschrieben als subflocosus)                                 | (J.E. Lange 1926) Hlaváček 1951                                                                    |
| Gegürtelter Champignon | Agaricus subperonatus                                                               | (J.E. Lange 1926) Singer 1951 ('1949')                                                             |
| Brasilianischer Mandel-Champignon | Agaricus subrufescens                                                               | Peck 1894 ('1893')                                                                                 |
| Strohgelber Champignon | Agaricus substramineus                                                              | Courtecuisse 1985                                                                                  |
| Kleiner Wald-Champignon | Agaricus sylvaticus                                                                 | Schaeffer 1774                                                                                     |
| Dünnfleischiger Anis-Egerling | Agaricus sylvicola                                                                  | (Vittadini 1832) Léveillé 1855                                                                     |
| Schwefelgelber Anis-Champignon | Agaricus tenuivolvatus                                                              | (F.H. Møller 1952) F.H. Møller 1952 ('1951')                                                       |
| Großsporiger Anis-Champignon | Agaricus urinascens                                                                 | (Jul. Schäffer & F. H. Møller 1939) Singer 1951 ('1949')                                           |
| 00 Schneeweißer Egerling | 00 Agaricus urinascens var. excellens                                               | (F.H. Møller 1952) Nauta 2001 ('2000')                                                             |
| | Agaricus velenovskyi                                                                | Pilát 1968                                                                                         |
| | Agaricus wasseri                                                                    | Bon & Courtecuisse 1985                                                                            |
| | Agaricus xanthodermulus                                                             | Guinberteau & Callac 2005                                                                          |
| Karbol-Champignon | Agaricus xanthodermus                                                               | Genevier 1876 s. l.                                                                                |
| Gelbschuppiger Champignon | Agaricus xantholepis                                                                | (F.H. Møller 1952) F.H. Møller 1952 ('1951')                                                       |

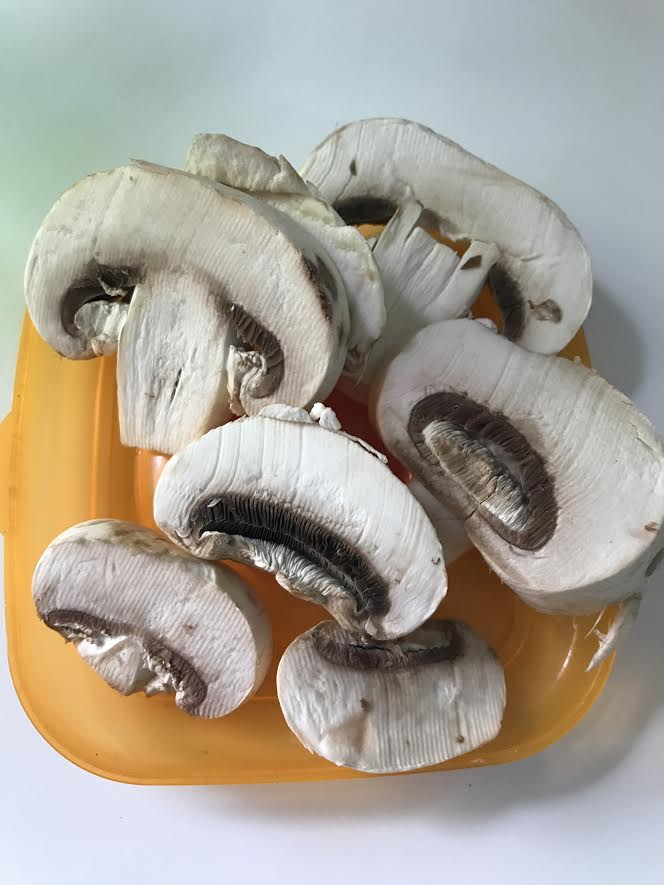
Zucht-Champignon Zweisporiger Egerling Agaricus bisporus
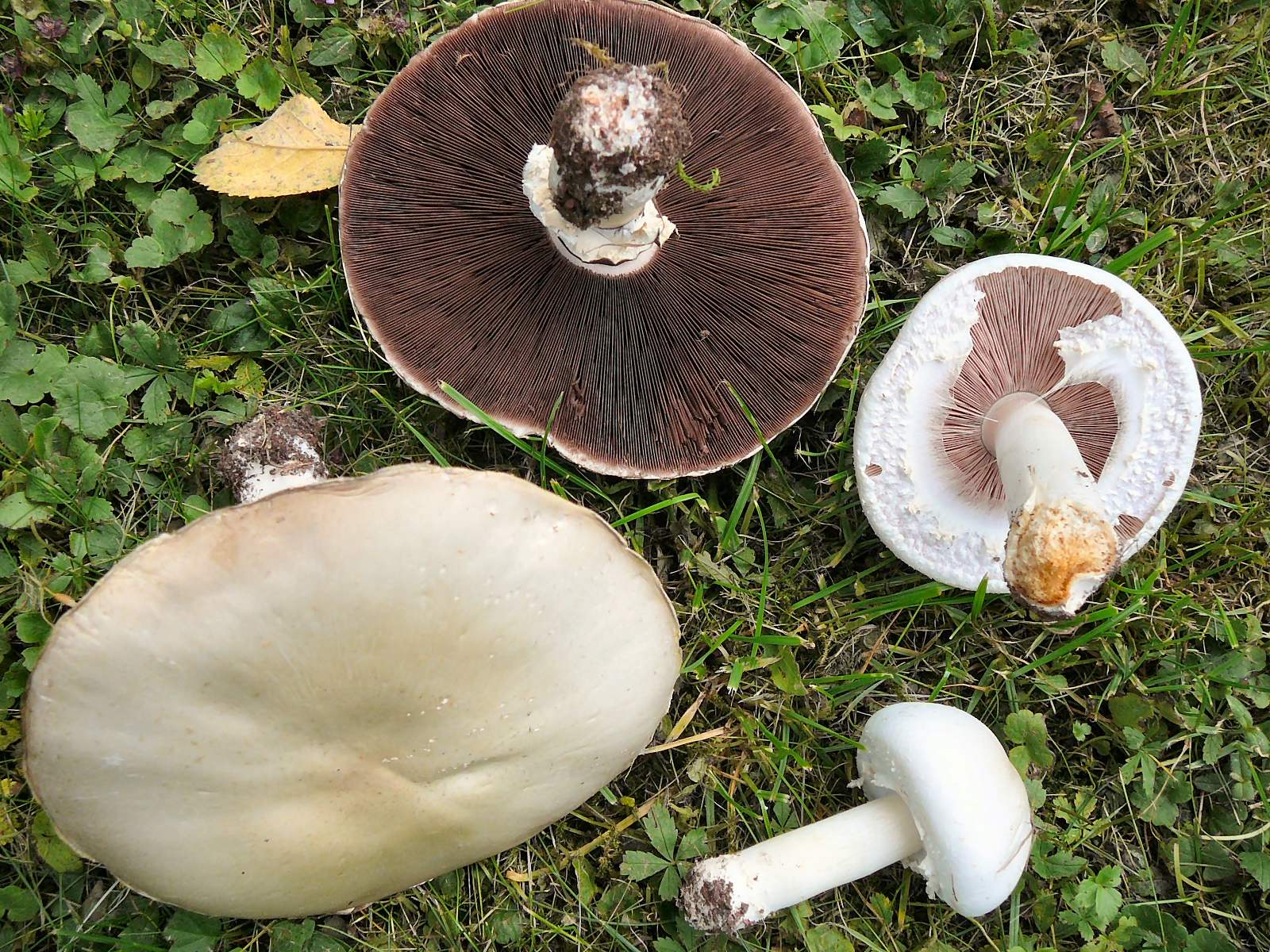
Weißer Anis-Champignon Agaricus arvensis
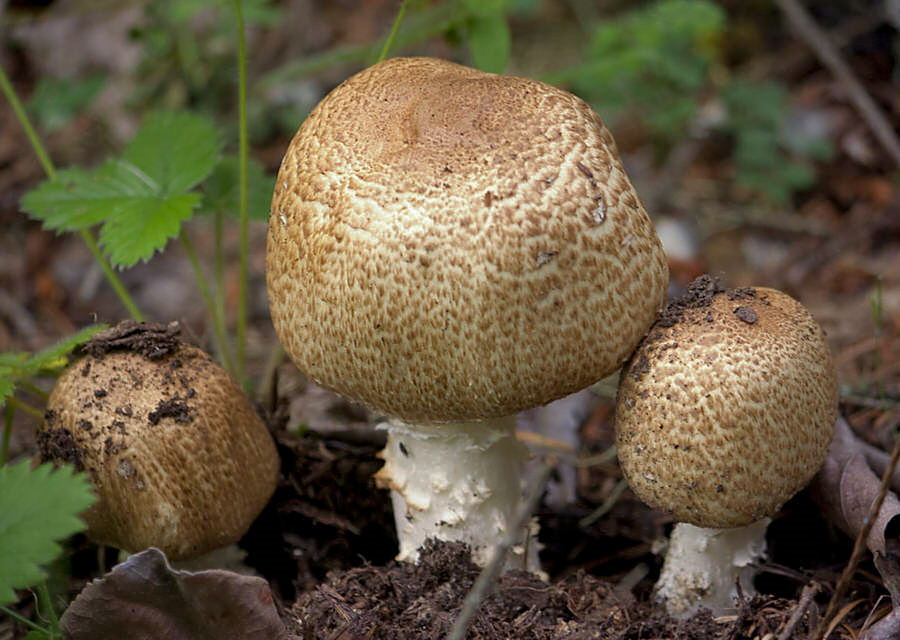
Riesen-Champignon Agaricus augustus
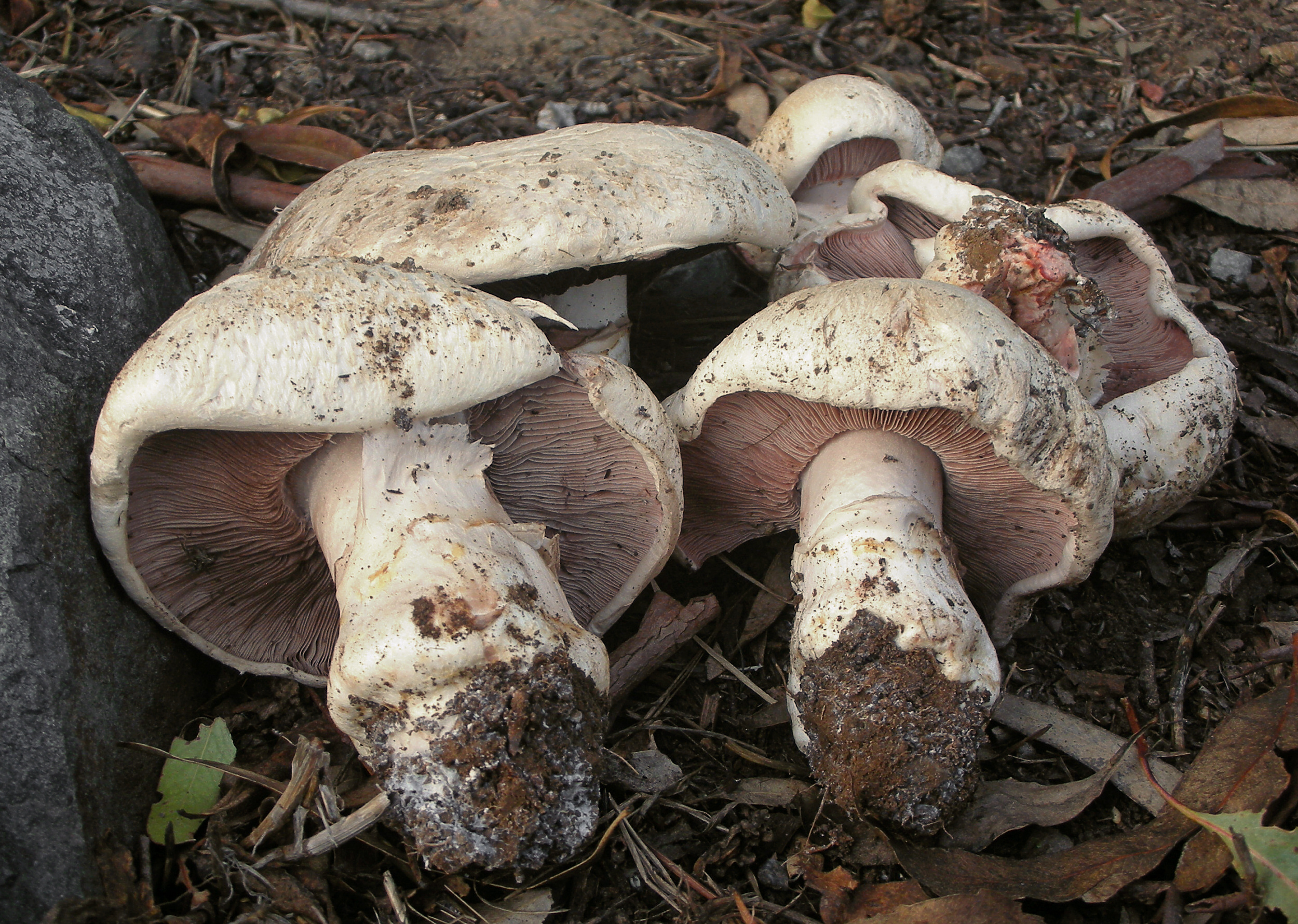
Salzwiesen-Champignon Agaricus bernardii
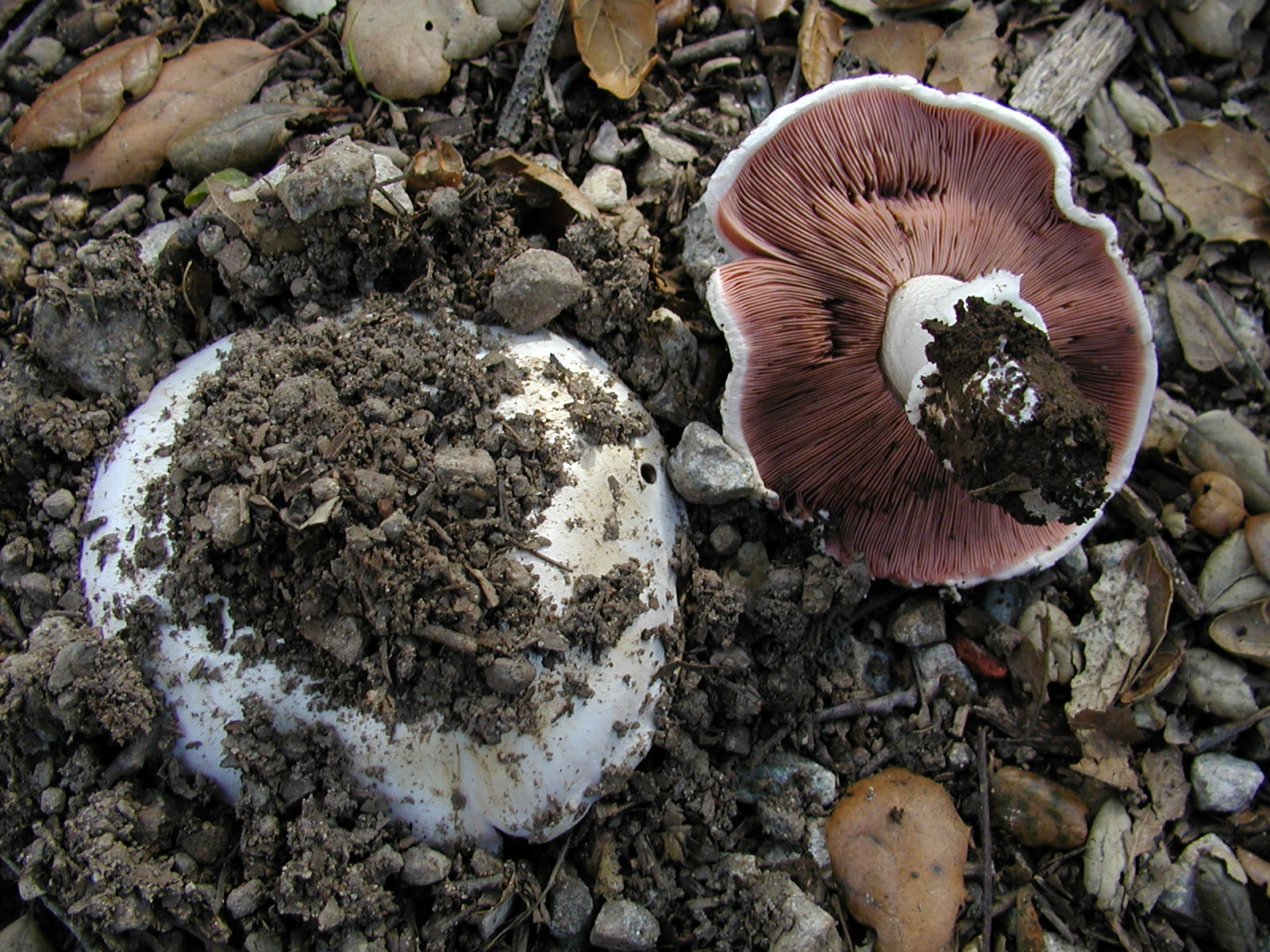
Stadt-Champignon Agaricus bitorquis
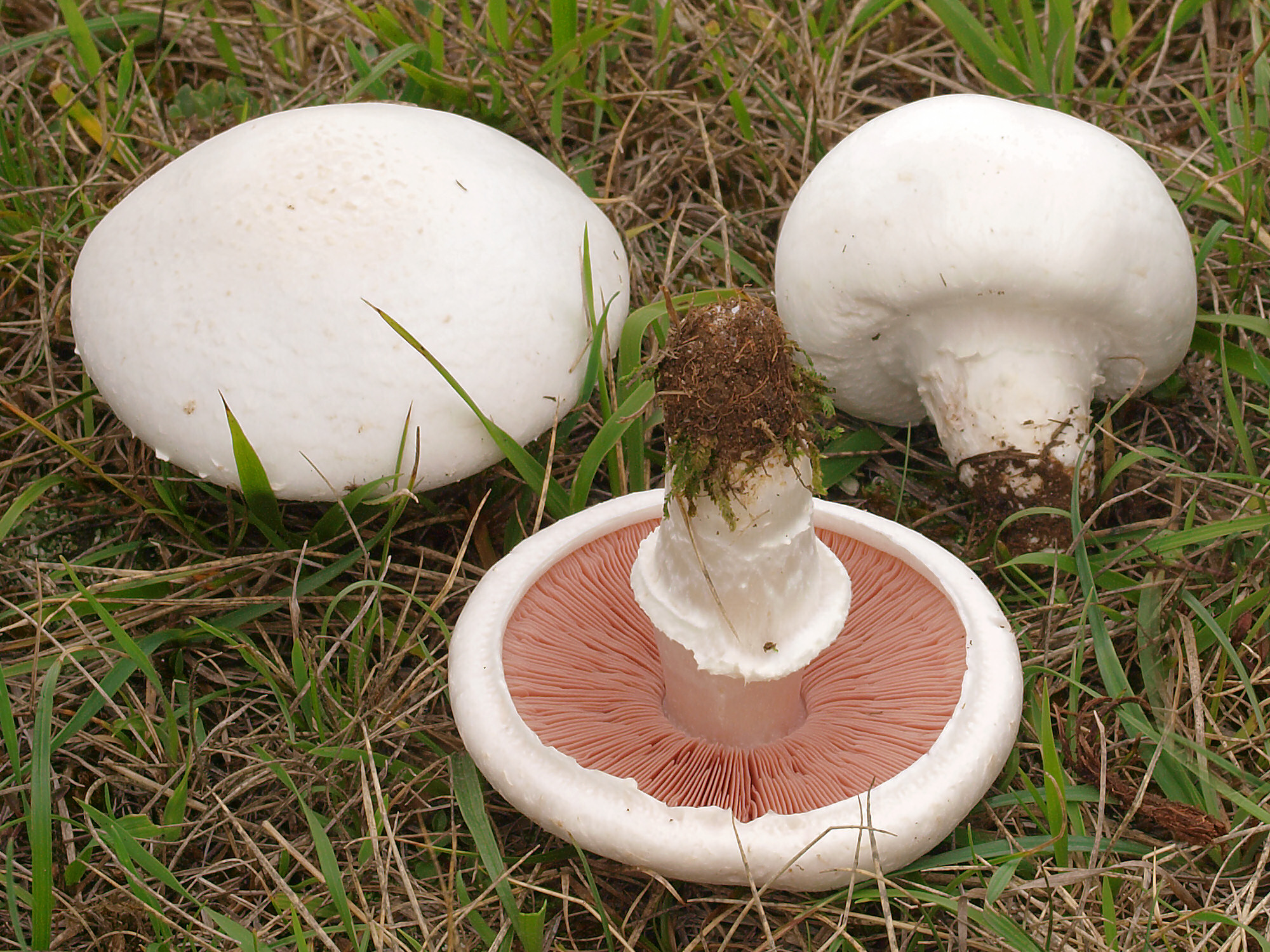
Wiesen-Champignon Agaricus campestris
Dünnfleischiger Anis-Egerling Agaricus silvicola
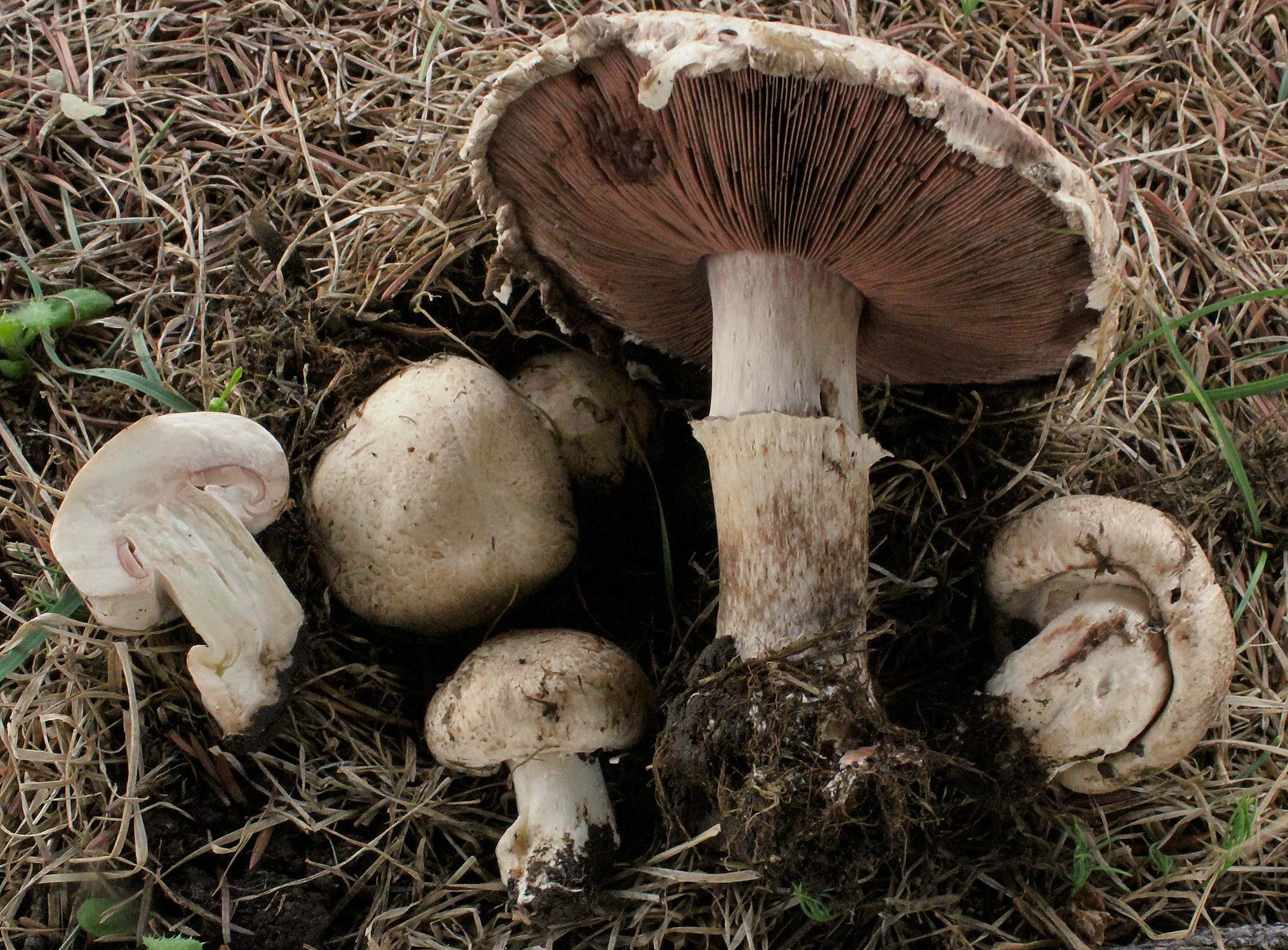
Flockiger Champignon Agaricus subfloccosus
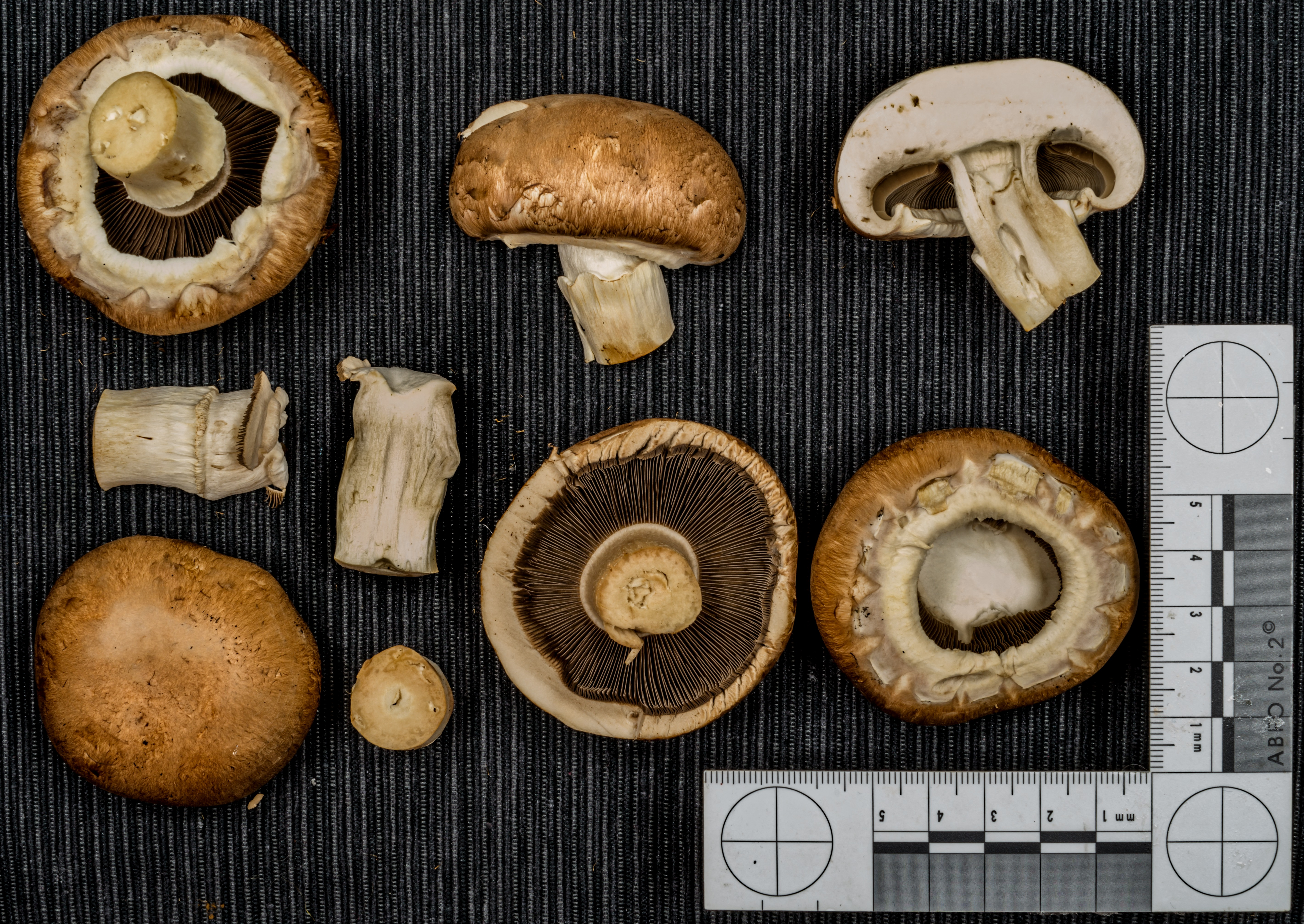
Brauner Champignon, Handelsware
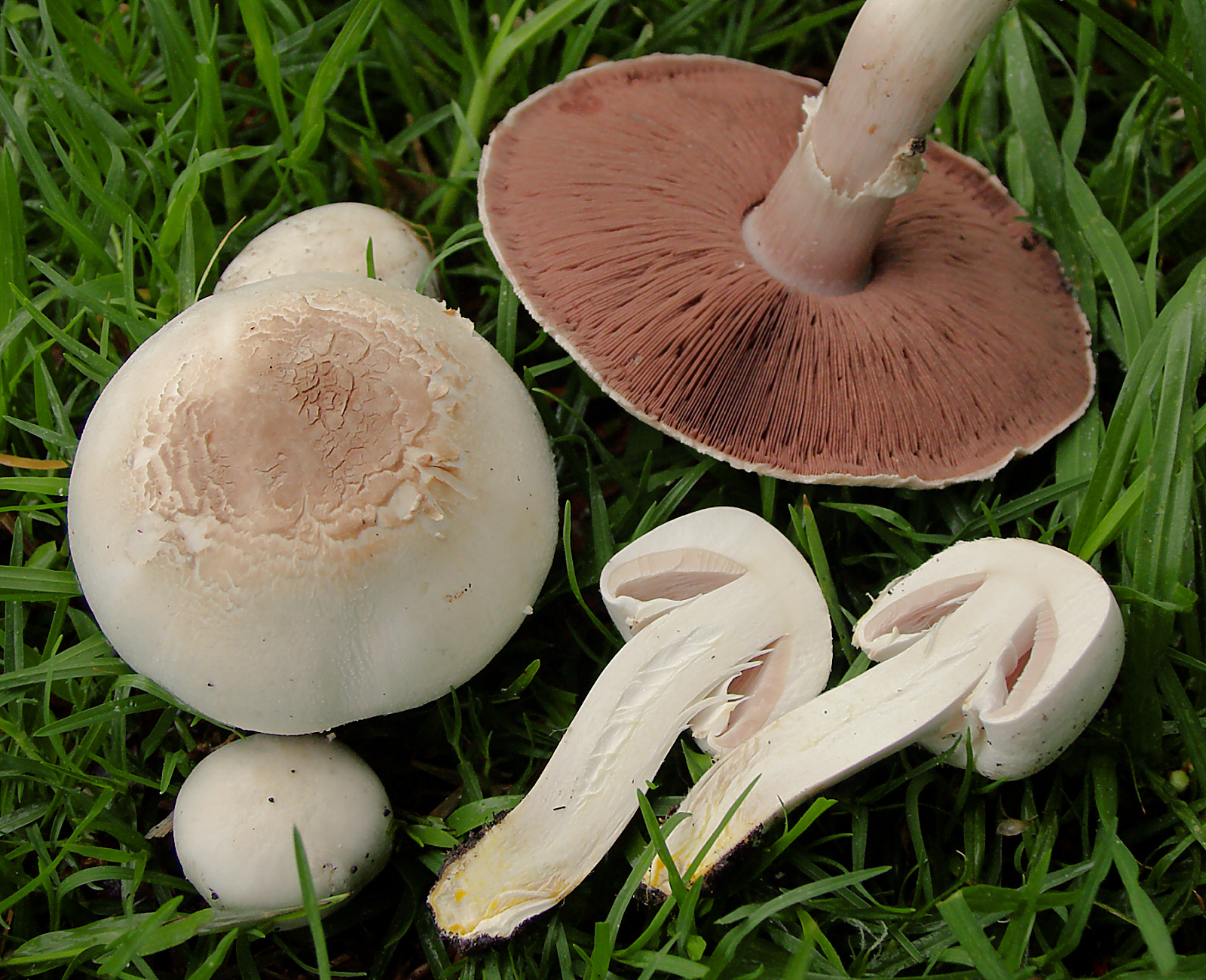
Karbol-Champignon (giftig) Agaricus xanthodermus
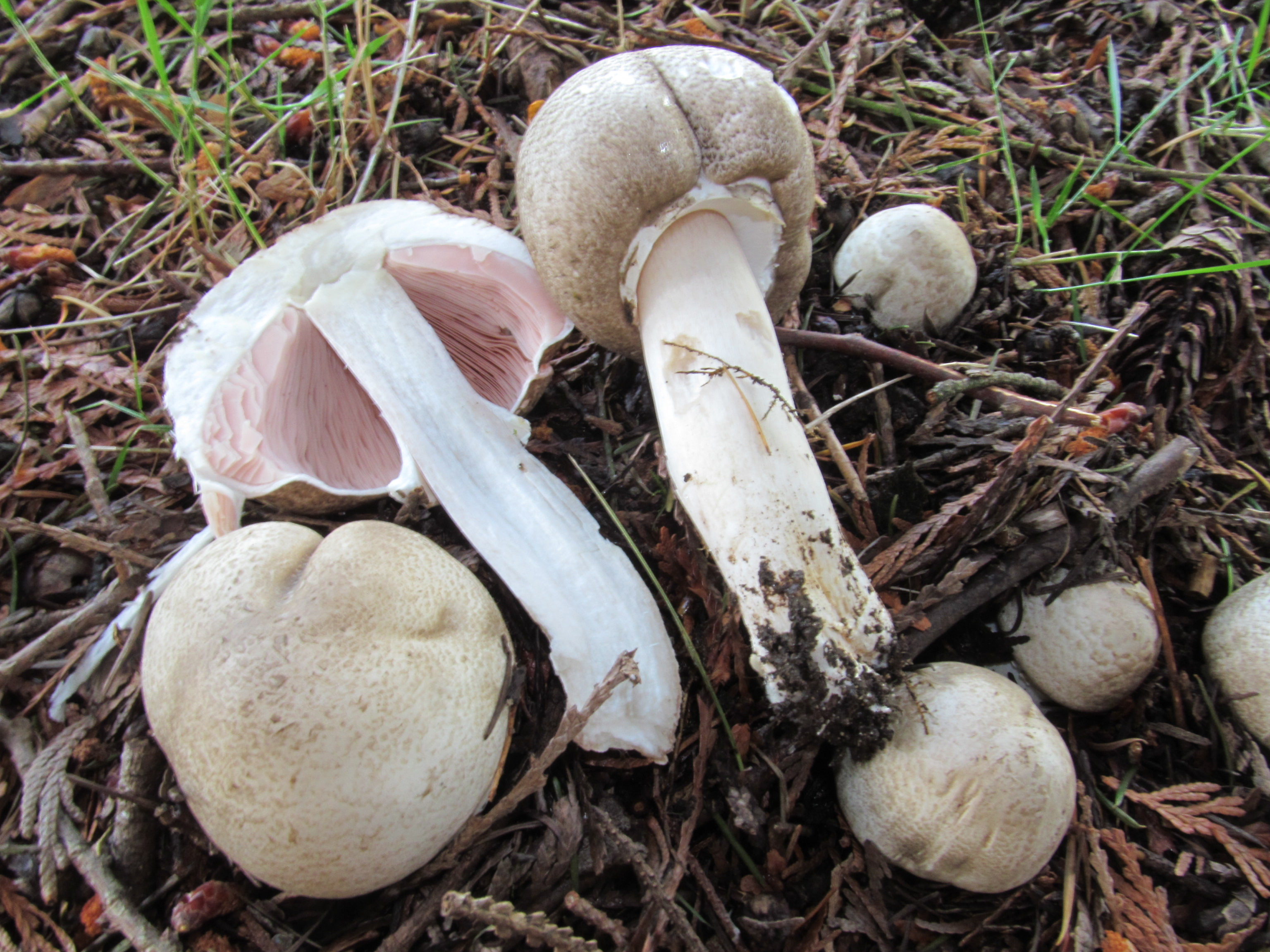
Perlhuhn-Champignon (giftig) Agaricus moelleri

## Systematik
Die Zahl der Arten in der Gattung ist umstritten, die Abtrennung der Arten ist teilweise schwierig. Weltweit existieren etwa 200 Arten, in Europa kommen etwa 120 Arten vor.
Einteilung der Sektionen nach Marcel Bon:
- Sektion Agaricus
  - Wiesen-Champignon (Agaricus campestris)
  - „Zucht-Champignon“, Zweisporiger Egerling (Agaricus bisporus)
  - Stadt-Champignon (Agaricus bitorquis)
- Sektion Sanguinolenti
  - Kleiner Wald-Champignon (Agaricus silvaticus)
  - Großer Waldchampignon (Agaricus langei)
- Sektion Minores
  - Weinrötlicher Zwergchampignon (Agaricus semotus)
  - Wiesenzwergchampignon (Agaricus comtulus)
- Sektion Arvenses
  - Weißer Anis-Champignon oder Schafchampignon (Agaricus arvensis)
  - Dünnfleischiger Anischampignon (Agaricus silvicola)
  - Riesen-Champignon (Agaricus augustus)
- Sektion Xanthodermatei
  - Karbol-Champignon (Agaricus xanthoderma)
  - Perlhuhnchampignon (Agaricus placomyces var. placomyces)